# Helina blaesonerva
Helina blaesonerva är en tvåvingeart som beskrevs av Ma och Wang 1992. Helina blaesonerva ingår i släktet Helina och familjen husflugor.
Artens utbredningsområde är Jilin (Kina). Inga underarter finns listade i Catalogue of Life.